# Kahikikalaokalani
Kahikikalaokalani je bila havajska plemkinja, maćeha kralja Kamehamehe I. Velikog, koji je ujedinio cijelo otočje.

## Biografija
Njezini su roditelji bili Kalahumoku II. i Kalani Kaumehameha. Njezina se mlađa sestra zvala Kalanilehua, a obje su bile vrlo lijepe.
Plemić Keōua je čuo za njihovu ljepotu. Više mu se svidjela mlađa sestra, ali je oženio stariju.
Razlog za veliko veselje bilo je rođenje sina čije je ime bilo Kalokuokamaile. 
Keōua je poslije bio primoran napustiti Kahikikalaokalani, kako bi mogao oženiti svoju sestričnu, Kekuiapoivu II., koja je postala majka Kamehamehe I. Nije to učinio svojevoljno. Bilo mu je teško napustiti Kahikikalaokalani, ali je moralo biti tako.
Njezina je unuka bila Kaohelelani, a praunuk Gideon Peleioholani Laanui.